# Moritz Manfroni von Manfort

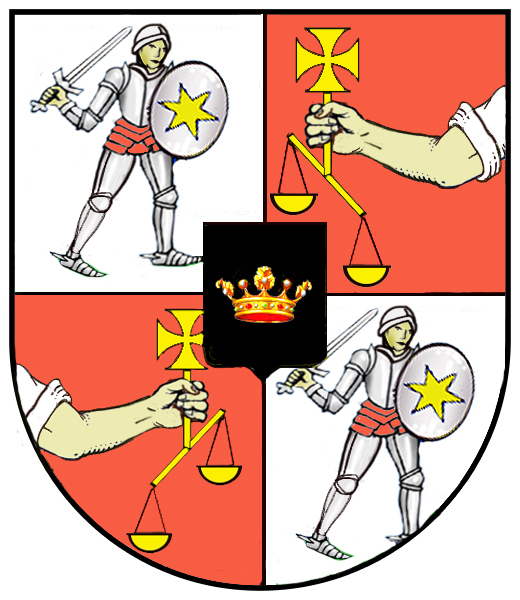
Stemma Manfroni di Manfort

Moritz Manfroni von Manfort (Vienna, 19 ottobre 1832 – Trieste, 5 settembre 1889) è stato un ammiraglio austriaco.

## Biografia
Moritz Manfroni von Manfort nacque a Vienna il 19 ottobre 1832. Sposato con Angiolina Pagliaruzzi Nobile de Edelheim.
Prese parte alla terza guerra di indipendenza comandando, con il grado di capitano di corvetta, la flottiglia austriaca operante sulle acque del lago di Garda contro il Corpo Volontari Italiani di Giuseppe Garibaldi. Al termine del conflitto fu promosso per essersi distinto nella condotta della flottiglia al grado di capitano di fregata e insignito cavaliere dell'Ordine militare di Maria Teresa.
Nel 1874, con il permesso dell'imperatore Francesco Giuseppe I, cambiò il nome da Monfroni de Montfort in Manfroni von Manfort. Nel 1884 fu promosso contrammiraglio e nel 1889 ammiraglio, morendo a Trieste in quello stesso anno.